# ルイ・ド・ブロイ
ルイ・ド・ブロイ（Louis Victor de Broglie）こと、第7代ブロイ公爵ルイ＝ヴィクトル・ピエール・レーモン（Louis-Victor Pierre Raymond, 7e duc de Broglie 、1892年8月15日 - 1987年3月19日）は、フランスの理論物理学者。
彼が博士論文で仮説として提唱したド・ブロイ波（物質波）は、当時こそ孤立していたが、後にシュレディンガーによる波動方程式として結実し、量子力学の礎となった。

## 生涯
ルイ・ド・ブロイは、ルイ14世によって授爵された名門貴族ブロイ家の直系子孫にあたり、フランスの首相を二度務めた第4代当主アルベール・ド・ブロイの孫として、1892年にフランスのディエップに生まれた。父は当時公子であり、後の第5代当主ヴィクトル (Victor) 。祖父の母方祖母にスタール夫人がいる。
はじめは祖父の導きからソルボンヌ大学で歴史学を専攻したが、やがて17歳年上の兄で軍人・物理学者でもあった第6代当主モーリス・ド・ブロイの影響を受け、物理学に強い興味を持つようになる。
第一次世界大戦時には電波技術者として従軍し、エッフェル塔に配属されていた。戦後は兄とともに、自宅に設けた実験室で研究を行った。さらにソルボンヌ大学で物理学を修め、1924年に物理学の博士号を得た。
ド・ブロイは博士論文において、後にド・ブロイ波（物質波）と呼ばれることになる仮説を提起している。これはウィリアム・ローワン・ハミルトン以来の、光学と数学間のアナロジーを継ぐものであった。すでにアルベルト・アインシュタインは1905年の論文において、光電効果について電磁波を粒子として解釈することで説明していた。また博士論文提出前年の1923年にはアーサー・コンプトンが電子によるX線の散乱においてコンプトン効果を発見し、光量子説は有力な証拠を得た。ド・ブロイはこれらに影響を受け、逆に粒子もまた波動のように振舞えるのではないかと自身の博士論文で提案したのである。
すなわち、この仮説は光子だけではなく全ての物質が波動性を持つとするもので、波長λと運動量pが次の式で関係付けられた。
{\displaystyle \lambda ={\frac {h}{p}}}
これは、ド・ブロイの方程式と呼ばれる。光子の運動量pをp= {\displaystyle {\tfrac {E}{c}}}、光子の波長λをλ= {\displaystyle {\tfrac {c}{f}}}（cは真空中の光速度）とした、アインシュタインの式の一般化である。
しかし、大学にこの論文を提出した際、教授陣はその内容を完全に理解できなかった。そのため、教授の一人がアインシュタインにセカンドオピニオンを求めたところ、「この青年は博士号よりノーベル賞を受けるに値する」との返答を得たという。アインシュタインのこの予言は5年後に現実のものとなる。
1926年からド・ブロイはソルボンヌ大学で教えるようになるが、間もなくド・ブロイ波の理論は1927年に電子回折の観察をする2つの別々の実験によって検証された。アバディーン大学のジョージ・パジェット・トムソンは薄い金属の多結晶フィルムに電子ビームを通し、予想された通りの干渉パターンを得た。一方、ベル研究所のクリントン・デイヴィソンとレスター・ジャマーはニッケルの単結晶格子に電子ビームを通して同じ結果を得た。また1928年には日本の菊池正士も雲母の薄膜による電子線の干渉現象を観察している。
1928年にド・ブロイはアンリ・ポアンカレ研究所の理論物理学教授となった。そして1929年に「電子の波動性の発見」によってノーベル物理学賞を受賞した。
ド・ブロイの理論は、シュレーディンガーが波動力学を定式化する際の基礎となった。1938年には前年のシュレーディンガーに続き、マックス・プランク・メダルが授与された。
1944年には兄モーリスに10年遅れてアカデミー・フランセーズ会員となった。1960年に兄が没すると、その子供は早世していたため、公爵家の当主を継いだ。1952年ユネスコからカリンガ賞受賞。
1962年にアンリ・ポアンカレ研究所を退官し、1975年にヘルムホルツ・メダル受賞、1987年にパリ郊外のルーヴシエンヌで死去している。

## 著作
- Recherches sur la théorie des quanta (量子理論の研究), Thesis, Paris, 1924, Ann. de Physique (10) 3, 22 (1925)
- Ondes et mouvements (波動と運動) Paris: Gauthier-Villars, 1926.
- Rapport au 5e Conseil de Physique Solvay. Brussels, 1927.
- La mécanique ondulatoire (波動力学). Paris: Gauthier-Villars, 1928.
- Matière et lumière (物質と光). Paris: Albin Michel, 1937.
  - 和訳：『物質と光』河野与一訳、岩波文庫、1972年。ISBN 4-00-339261-2。
- Une tentative d'interprétation causale et non linéaire de la mécanique ondulatoire: la théorie de la double solution. Paris: Gauthier-Villars, 1956.
  - 英訳: Non-linear Wave Mechanics: A Causal Interpretation. Amsterdam: Elsevier, 1960.
- Sur les sentiers de la science (科学の小路から).
- Introduction à la nouvelle théorie des particules de M. Jean-Pierre Vigier et de ses collaborateurs. Paris: Gauthier-Villars, 1961. Paris: Albin Michel, 1960.
  - 英訳: Introduction to the Vigier Theory of elementary particles. Amsterdam: Elsevier, 1963.
- Étude critique des bases de l'interprétation actuelle de la mécanique ondulatoire. Paris: Gauthier-Villars, 1963.
  - 英訳: The Current Interpretation of Wave Mechanics: A Critical Study. Amsterdam, Elsevier, 1964.
- Certitudes et incertitudes de la science (科学の確実性と不確実性) Paris: Albin Michel, 1966.

## 評伝
- ジョルジュ・ロシャク『ルイ・ド・ブロイ　二十世紀物理学の貴公子』宇田川博訳、国文社、1995年